# Hope (album, The Strumbellas)
Hope je třetí studiové album kanadské indie rockové skupiny The Strumbellas. Vyšlo 22. dubna 2016 u vydavatelství Glassnote Records a Underneath a Mountain Records.

## Pozadí alba
Jedná se o třetí studiové album skupiny. Původně mělo být vydáno 5. února 2016. Nakonec vyšlo až 22. dubna. Obsahuje nejúspěšnější singl skupiny „Spirits“, který vyšel 28. ledna 2016. Poté byly vydány další dva singly – „We Don't Know“ a „Young & Wild“.

## Seznam skladeb
| Pořadí         | Název                    | Délka |
| -------------- | ------------------------ | ----- |
| 1.             | "Spirits"                | 3:23  |
| 2.             | "Shovels & Dirt"         | 4:01  |
| 3.             | "We Don't Know"          | 4:33  |
| 4.             | "Wars"                   | 3:26  |
| 5.             | "Dog"                    | 3:24  |
| 6.             | "The Hired Band"         | 3:49  |
| 7.             | "Young & Wild"           | 4:27  |
| 8.             | "The Night Will Save Us" | 3:49  |
| 9.             | "I Still Make Her Cry"   | 2:31  |
| 10.            | "David"                  | 4:32  |
| 11.            | "Wild Sun"               | 4:29  |
| Celková délka: | Celková délka:           | 42:25 |

## Obsazení

### The Strumbellas
- Simon Ward – zpěv, kytara
- Jeremy Drury – bicí, perkuse, doprovodné vokály
- Jon Hembrey – kytara, doprovodné vokály
- Darryl James – basová kytara, doprovodné vokály
- Isabel Ritchie – viola, housle, doprovodné vokály
- David Ritter – klávesy, perkuse, doprovodné vokály

### Ostatní hudebníci
- Krystle Blue – doprovodné vokály
- John Dinsmore – slide guitar
- Annisa Hart – violoncello
- Jason Sniderman – klavír
- William Sperandei – trubka
- Richard Underhill – saxofon